# NGC 5887
NGC 5887 (другие обозначения — UGC 9779, MCG 0-39-12, ZWG 21.56, NPM1G +01.0445, PGC 54416) — галактика в созвездии Змея.
Этот объект входит в число перечисленных в оригинальной редакции «Нового общего каталога».